# Hillsborough (New Hampshire)
Hillsborough è un comune degli Stati Uniti d'America facente parte della contea omonima nello stato del New Hampshire.